# Andrena hyacinthina
Andrena hyacinthina är en biart som beskrevs av Mavromoustakis 1958. Andrena hyacinthina ingår i släktet sandbin, och familjen grävbin. Inga underarter finns listade i Catalogue of Life.